# Езупольская поселковая община
Езупольская поселковая общи́на (укр. Єзупільська селищна громада) — территориальная община в Ивано-Франковском районе Ивано-Франковской области Украины.
Административный центр — посёлок Езуполь.
Население составляет 7491 человек. Площадь — 86,2 км².

## Населённые пункты
В состав общины входят 1 посёлок (Езуполь) и 4 села:
- Ганнусовка
- Долгое
- Побережье
- Стриганцы